# Professor Kageyama's Maths Training: The Hundred Cell Calculation Method
Professor Kageyama's Maths Training: The Hundred Cell Calculation Method (en català: «Entrenament de les matemàtiques del professor Kageyama: El mètode de càlcul de les cent cel·les») és un videojoc de trencaclosques de matemàtiques publicat per Nintendo (Shogakukan al Japó) i desenvolupat per Jupiter per a la Nintendo DS. Va ser llançat al Japó el 13 de gener de 2007 i va arribar a Europa el 8 de febrer de 2008. Forma part de la sèrie Touch! Generations.

## Jugabilitat
El joc inclou una sèrie d'exercicis senzills relacionats amb les matemàtiques dissenyats per jugar-hi diàriament. La dificultat dels exercicis és senzilla, però el joc ofereix diferents medalles i una taula de classificació perquè els jugadors intentin fer-los més ràpid.
El Maths Training va ser ideat per Hideo Kageyama, professor a la Universitat de Ritsumeikan, a Kyoto, i inclou el "mètode de càlcul de les cent cel·les", dissenyat per Hiroshi Kishimoto, que intenta entrenar els jugadors per completar una graella de càlcul amb cent cel·les en un minut i 30 segons.
S'hi juga subjectant la Nintendo DS verticalment, com un llibre, i admet tant usuaris dretans com esquerrans, de manera similar al Brain Training. Els jugadors poden anotar les seves respostes amb el llapis a la pantalla tàctil. També s'hi inclou la compatibilitat multijugador amb el mode de joc Study Together, on fins a 15 jugadors més poden unir-s'hi amb les seves consoles Nintendo DS mitjançant l'opció DS Download Play, o bé diverses targetes de joc.

## Recepció
A l'agregador GameRankings, va obtenir una puntuació mitjana del 64,7%. EuroGamer va donar al joc una puntuació de 6/10, dient que es dirigeix als infants i, per tant, no és entretingut, si bé és eficaç com a eina educativa de manera general. Des d'IGN, van criticar la manca de desbloquejables i van afirmar que és un títol feble dins de la sèrie Touch! Generations.